# Zwei
Zwei(ヅヴァイ)는 일본의 2인조 여성그룹이다.

## 개요
Megu와 Ayumu의 두 명의 여성 멤버로 이루어진 음악그룹. 그룹 이름인 Zwei는, 독일어로 「둘(2)」을 의미한다.

이 외에도 두 가지 속성 , 즉 「DIGITAL & ANALOG (어쿠스틱 악기의 따뜻함과 디지털 악기의 속도감), U.K ROCK & J-pop (영국의 록 사운드와 J-pop의 치유의 멜로디), VOICE & VISUAL (Ayumu의 공격적인 목소리와 Megu의 공격적인 비쥬얼)의 융합」이라는 의미가 담겨져 있다.

일본에서 수많은 CM송 등을 다루는 영국인 음악 프로듀서 닉 우드가 전면적으로 프로듀스하는, 최초의 일본인 아티스트다.

Megu의 발안에 의해 라이브 현장에서 분위기를 고취시킬 때 사용하는 「わっしょい콜」은 데뷔 당시부터 시작한 것이 지금에도 이어져 와서, 라이브 이벤트에 참여할 때마다 실시하는 연례행사가 되고 있다.

팬들을 지칭할 때, 여성 팬은 「허니(ハニー)」, 남성 팬은「남성 허니(男性（メンズ）ハニー)」라고 부른다.

## 구성원

### Megu
- 베이스 담당. 앨범 곡에 한해서지만, 피아노도 연주한다.
- 생년월일 : 1980년 5월 24일
- 혈액형 : B형
- 도쿄도 출신
- Zwei의 리더
- 『KERA』의 독자 모델 출신, 동방학원 음향전문학교(東放学園音響専門学校) 졸업
- Zwei의 결성 전에는 Pineal, MIXJUCE 라는 밴드에서 활약하고 있었다.[4]
- 트위터를 잘 이용하고, 이벤트 라이브 이외에도 팬들과의 교류가 깊어지고 있다.
- 학창 시절부터 현재까지도 자주 까마귀에게 쫓기는 에피소드를 트위터에서 소재로 쓰거나, 라디오 방송에 출연 할 때 언급하는 일이 있다. 기이하게도 2번째 싱글 「ワタシ飼いの唄」의 PV에서 다른 촬영이긴 하지만 까마귀와 공연 하는 등 뭔가의 인연이 있는 모양.
- 2008년에「NAONのYAON」에 참가해 서포트 베이시스트로 활동을 시작. 2009년 들어 CASCADE 서포트 멤버로도 활동. 그 외에도 アフィリア・サーガ, 이토 카나코(いとうかなこ), 미야자키 우이(宮崎羽衣), nao 등의 라이브 레코딩에 참가.

### Ayumu
- 보컬 담당.
- 생년월일 : 1978년 3월 20일
- 혈액형 : A형
- 이바라키현 출신
- 배구부에 소속되어 있었다.[5]
- 고등학교 졸업 후 취직을 하고 OL생활과 함께 음악 활동을 하면서[6] 2000년부터 2003년 6월까지 CHERRYFEEL의 멤버로 활동하고 있었다.
- 트레이드 마크는 선글라스다. 그러나 유니버설J(ユニバーサルJ)에서 활동할 당시에는 싱글 자켓과 PV에 한해서 선글라스를 벗고 나왔다.
- Zwei 외에도 솔로 활동을 가끔씩 하고 있는데, 2007년 10월 7일에는 CLASSIC ROCK JAM에 출연 하고 2009년 11월 26일에는 「オカルティクスの魔女」에서 솔로로는 처음으로 CD 데뷔를 장식하는 등의 모습을 보여주고 있다.
- Megu와 마찬가지로 트위터를 하고 있지만 본인이 말하기를, 「SNS는 서툴다」라고 아뮬레토(アミュレート) 라디오에서 코멘트 한 바 있다.
- 록 페스티벌 제 6·7회 「NAONのYAON」의 출연자로 크레딧에 올라온 것은 아니지만, 마지막 분량에는 출연했다.[7] 이것이 훗날 Zwei의 제 8회 록 페스티벌 첫출연으로 이어졌다.

## 음반 목록

### 싱글
|      | 발매일           | 타이틀               | 규격품번                                                   |
| ---- | ---------------- | -------------------- | ---------------------------------------------------------- |
| 1st  | 2004년 5월 26일  | Movie Star           | VPCC-82177                                                 |
| 2nd  | 2004년 7월 22일  | ワタシ飼いの唄       | VPCC-82178                                                 |
| 3rd  | 2005년 3월 23일  | 光                   | VPCC-82194                                                 |
| 4th  | 2005년 7월 21일  | Dragon               | VPCC-82197                                                 |
| 5th  | 2005년 11월 16일 | FAKE FACE／白い街    | VPCC-82201                                                 |
| 6th  | 2007년 6월 20일  | 1+1=2                | UPCH-5470                                                  |
| 7th  | 2008년 6월 11일  | DISTANCE             | UPCH-5539                                                  |
| 8th  | 2010년 8월 4일   | 小指のパラドックス   | VGCD-1059                                                  |
| 9th  | 2011년 6월 22일  | 風の旋律             | FVCG-1157                                                  |
| 10th | 2012년 1월 25일  | イナンナの見た夢     | YZPB-5001                                                  |
| 11th | 2012년 6월 27일  | 拡張プレイス         | SVWC-7858                                                  |
| 12th | 2012년 11월 21일 | 純情スペクトラ       | SVWC-7908 (초회한정반) SVWC-7910 (통상반)                  |
| 13th | 2013년 7월 24일  | Heading For Tomorrow | FVCG-1253                                                  |
| －   | 2014년 4월 30일  | Brave the Sky        | FVCG-1298                                                  |
| 14th | 2014년 6월 25일  | 約束のオーグメント   | FVCG-1302 (로보틱스노츠 콜라보레이션반) FVCG-1303 (통상반) |

### 앨범
|     | 발매일           | 타이틀       | 규격품번                                    |
| --- | ---------------- | ------------ | ------------------------------------------- |
| 1st | 2004년 10월 14일 | Pretty Queen | VPCC-81494 (초회한정반) VPCC-81495 (통상반) |
| 2nd | 2005년 12월 21일 | Z            | VPCC-81532                                  |
| 3rd | 2013년 4월 24일  | Re:Set       | FVCG-1231 (초회한정반) FVCG-1232 (통상반)   |